# Тхакумашев, Михаил Хамидович
Михаил Хамидович Тхакумашев (12 июля 1927 — 4 апреля 2021) — советский и российский скульптор.

## Биография
Родился 12 июля 1927 года в селе Арик Кабардино-Балкарской автономной области, ныне в Терском районе Кабардино-Балкарии. Его отец — Хамид Асламбекович работал в арикской школе учителем, преподавал кабардинский язык и литературу, вел и другие предметы; мать — Хани Цуковна Бжеумыхова занималась воспитанием детей, умела играть на гармони.
В 1953 году Михаил окончил скульптурное отделение Ростовского художественного училища им. Грекова и вернулся в Нальчик, где началась его творческая деятельность. Являлся членом Союза художников СССР с 1957 года. Был участником зарубежных, всесоюзных, республиканских и зональных выставок Юга Росси с 1967 года.
Среди его работ: памятники Беталу Калмыкову, Али Шогенцукову, Кайсыну Кулиеву, Бекмурзе Пачеву, памятник легендарной 115-й Кавалеристской дивизии. В разные годы в городах и селах Кабардино-Балкарии Михаилом Тхакумашевым были установлены скульптурные композиции и памятные стелы погибшим в годы Великой Отечественной войны. Он много работал над созданием скульптурных образов выдающихся людей республики — литературы, музыки, художественного искусства, спорта.
Умер 4 апреля 2021 года.
В управлении центра документации новейшей истории Архивной службы КБР создан фонд М. Х. Тхакумашева, документы которого были собраны дочерью Ириной и переданы на хранение в Золотой фонд республики.

## Творчество
Произведения Михаила Хамидовича Тхакумашева украшают не только города и села Кабардино-Балкарии. Его работы находятся в Московской и Ростовской областях, Краснодарском и Ставропольском краях, в Курске, Карачаево-Черкессии, Адыгее и Ингушетии.

Некоторые работы Михаила Тхакумашева
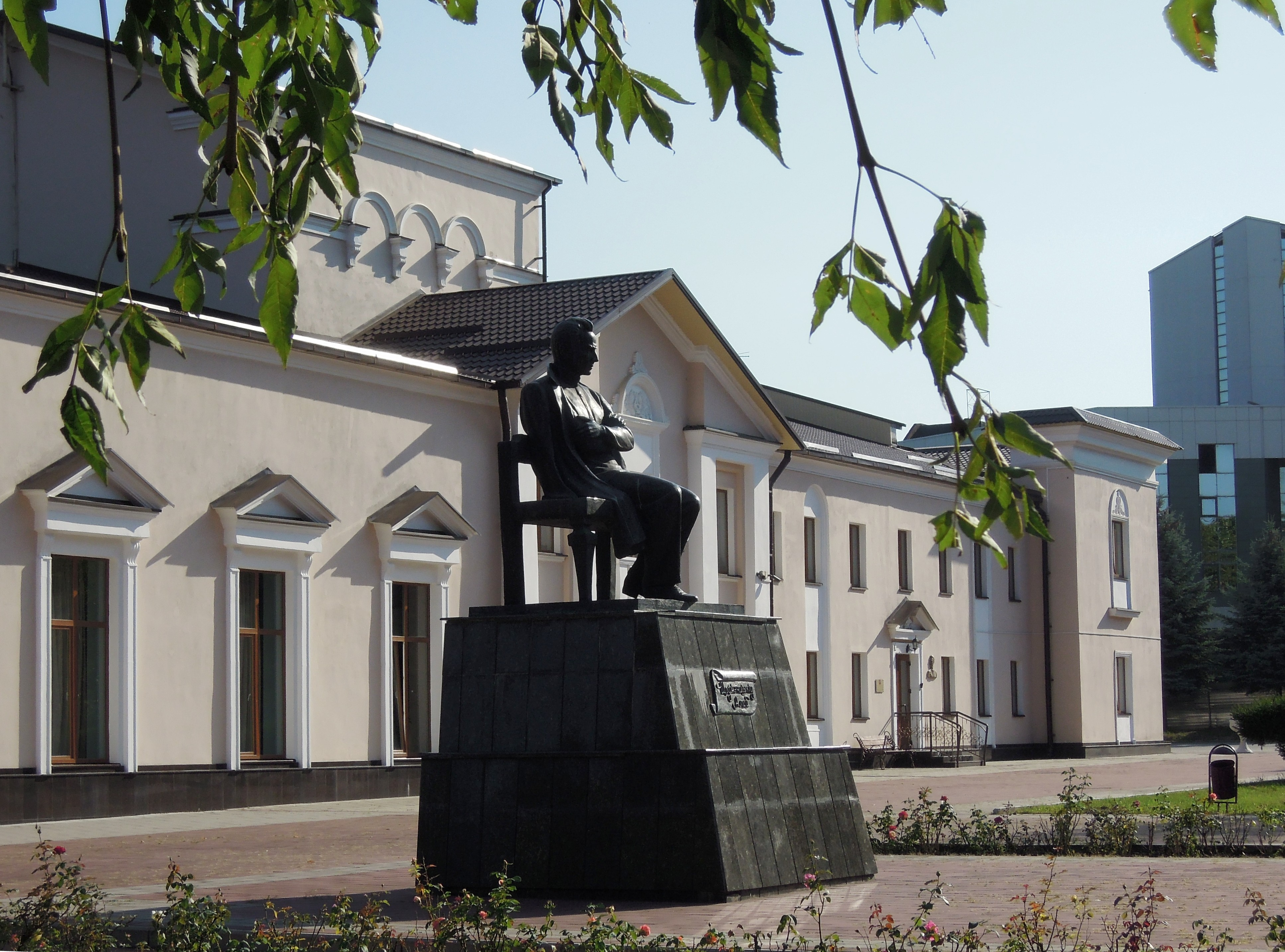
Памятник Али Шогенцукову
Памятник Беталу Калмыкову
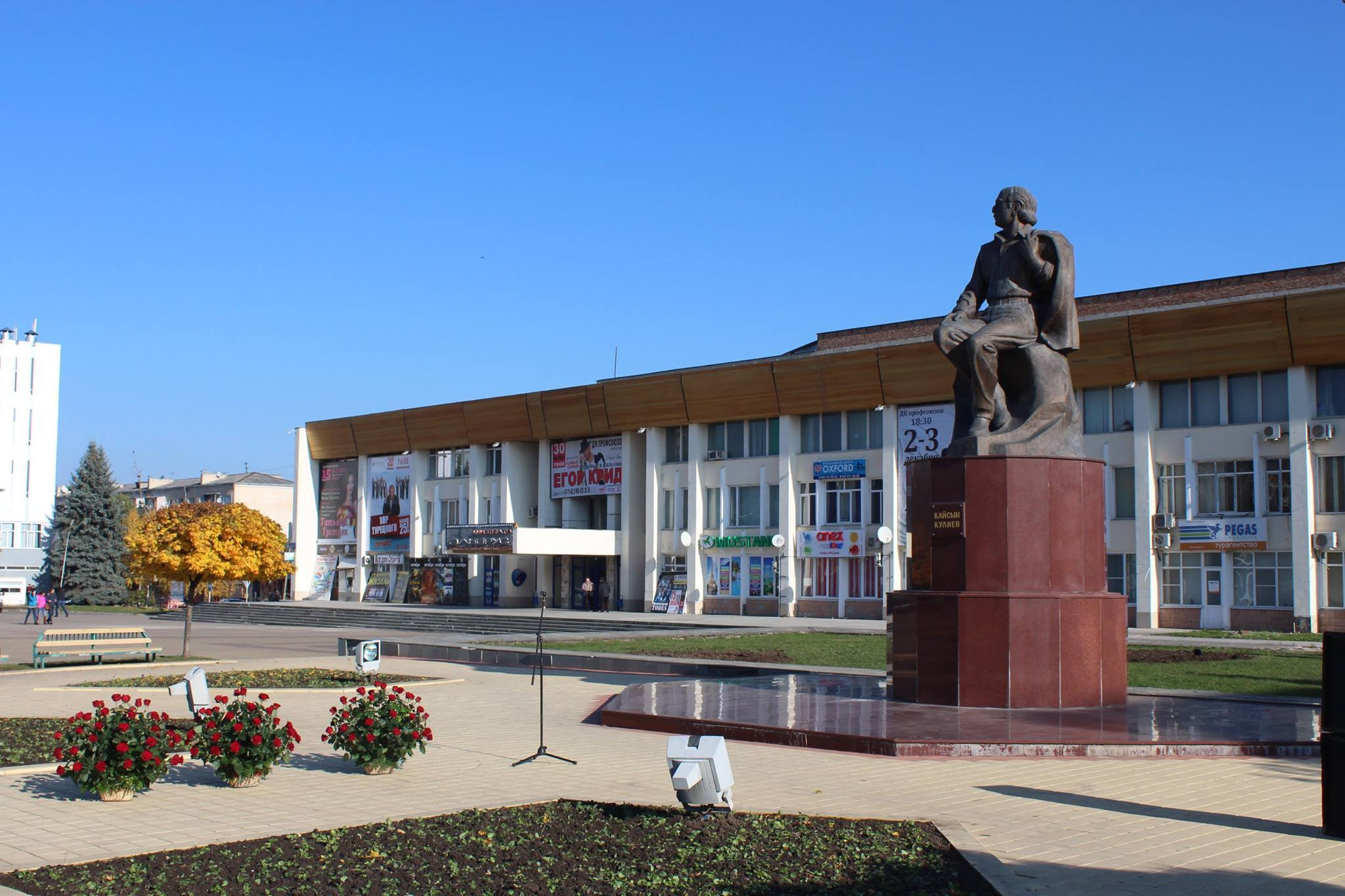
Памятник Кайсыну Кулиеву

## Заслуги
- М. Х. Тхакумашев — Заслуженный художник РФ и КБР, заслуженный деятель искусств КБР, награждён орденом «Знак Почета», лауреат Государственной премии Кабардино-Балкарской Республики в области литературы и искусства.
- В 2017 году Глава КБР [Коков, Юрий Александрович|Юрий Коков]] подписал Указ о награждении скульптора Михаила Хамидовича Тхакумашева орденом «За заслуги перед Кабардино-Балкарской Республикой».[1]